# 퓌러 대리
퓌러 대리(Führer 代理, 독일어: Stellvertreter des Führers 슈텔페르트레터 데스 퓌러스[*])는 나치당 당수인 퓌러(Führer) 아돌프 히틀러의 부관직이다. 히틀러가 국가원수로서 사용한 직함인 "지도자 겸 국가수상"을 흔히 "총통"이라고 하기 때문에 퓌러 대리 역시 흔히 "부총통"으로 번역되지만, 이 직책은 국가 공직이 아닌 나치 당직이었기 때문에 차라리 "부당수"가 맞다. 이 직책을 역임한 사람은 루돌프 헤스가 유일하다.
1933년 나치당이 권력을 장악하자 최고 지도자인 히틀러는 수상으로 취임하여 행정부 업무까지 담당하게 되었기에 퓌러 대리인 헤스가 당내에서 가장 강력한 인물로 부상했다. 헤스는 당무를 책임지고 또한 당과 입법부 사이의 조율 역할을 했다. 퓌러 대리는 매년 열리는 뉘른베르크 전당대회의 주최자 자격을 가지기도 했다.
그러나 강제적 동일화 정책으로 나치 당직들과 국가 공직들이 통합됨에 따라 각 간부들은 히틀러에게 직접 보고를 하게 되었고, 1939년이 되면 퓌러 대리로서 헤스의 역할은 당 행사를 주최하는 의전 담당자로 축소되었다. 헤스는 뮌헨에 약간의 영향력을 가지고 있었으나 베를린에서는 거의 무시당하는 사람이 되었다.
1939년 제2차 세계 대전이 시작된 이후 헤스는 히틀러의 관심사에 대해 마르틴 보어만과의 협조를 통해야만 관여할 수 있게 되었다. 헤스는 아직 SS 소속이었지만 SS국가지도자였던 하인리히 힘러 역시 헤스에게 아무런 일도 맡기지 않았다. 정치적 거세에 절망한 헤스는 영국과의 평화회담을 이끌어내 국가적 영웅이 되겠다는 망상을 품고 1941년 5월 10일 작은 비행기 한 대를 타고 혼자서 스코틀랜드로 건너갔다. 그러나 영국은 헤스를 그 자리에서 체포했고, 히틀러는 이틀 뒤인 5월 12일 퓌러 대리 직책을 폐지하고 당관방을 대신 설치, 보어만을 당관방지휘자에 임명한다.

## 참고 자료
- Lang, Jochen von (1979). The Secretary. Martin Bormann: The Man Who Manipulated Hitler. New York: Random House. ISBN 978-0-394-50321-9.
- Miller, Michael (2006). Leaders of the SS and German Police, Vol. 1. San Jose, CA: R. James Bender. ISBN 978-93-297-0037-2.